# Saison 2018 de l'équipe cycliste Sovac-Natura4Ever
La saison 2018 de l'équipe cycliste Sovac-Natura4Ever est la deuxième de cette équipe, la première en tant qu'équipe continentale.

## Préparation de la saison 2018

### Arrivées et départs
| Arrivées | Équipe 2017 |
| -------- | ----------- |

## Coureurs et encadrement technique

### Effectif
L'effectif de Sovac-Natura4Ever comprend seize coureurs,. Aucun d'entre eux n'est sous contrat professionnel.
| Cycliste           | Date de naissance | Nationalité | Équipe 2017                               |  |
| ------------------ | ----------------- | ----------- | ----------------------------------------- |  |
| Boualem Belmokhtar | 11 mars 1993      | Algérie     | Groupement sportif des pétroliers Algérie |  |
| Gaëtan Bille       | 6 avril 1988      | Belgique    | Verandas Willems-Crelan                   |  |
| Mohamed Bouzidi    | 6 mai 1994        | Algérie     | Vélo Club Sovac                           |  |
| Louis Deguide      | 4 février 1994    | Belgique    | Prorace                                   |  |
| Florian Deriaux    | 5 juin 1990       | France      | Dunkerque Littoral                        |  |
| Laurent Évrard     | 22 septembre 1990 | Belgique    | VC Villefranche Beaujolais                |  |
| Alexander Geuens   | 5 septembre 1994  | Belgique    | Pauwels Sauzen-Vastgoedservice            |  |
| Abderrahmane Hamza | 19 février 1992   | Algérie     | Groupement sportif des pétroliers Algérie |  |
| Ayoub Karrar       | 3 février 1993    | Algérie     | CRPESM                                    |  |
| Matthias Legley    | 15 janvier 1991   | Belgique    | Naturablue                                |  |
| Hamza Mansouri     | 13 avril 1999     | Algérie     | Centre mondial du cyclisme junior         |  |
| Islam Mansouri     | 23 juillet 1999   | Algérie     | Vélo Club Sovac                           |  |
| Davide Rebellin    | 9 août 1971       | Italie      | Kuwait-Cartucho.es                        |  |
| Youcef Reguigui    | 9 janvier 1990    | Algérie     | Dimension Data                            |  |
| Robin Stenuit      | 16 juin 1990      | Belgique    | Wanty-Groupe Gobert                       |  |
| Marco Zamparella   | 1er octobre 1987  | Italie      | Amore & Vita-Selle SMP-Fondriest          |  |

## Bilan de la saison

### Victoires
| Victoires | Victoires                                                 | Victoires | Victoires | Victoires       | Victoires |
| Date      | Course                                                    | Pays      | Classe    | Vainqueur       |           |
| --------- | --------------------------------------------------------- | --------- | --------- | --------------- | --------- |
| 27 janv.  | 2e étape du Tour International des Zibans                 | Algérie   | 2.2       | Youcef Reguigui |           |
| 29 janv.  | 4e étape du Tour International des Zibans                 | Algérie   | 2.2       | Youcef Reguigui |           |
| 20 fév.   | Prologue du Grand Prix international de la ville d'Alger  | Algérie   | 2.2       | Gaëtan Bille    |           |
| 21 fév.   | 1re étape du Grand Prix international de la ville d'Alger | Algérie   | 2.2       | Youcef Reguigui |           |
| 20 mars   | 1re étape du Tour de la Pharmacie Centrale                | Tunisie   | 2.2       | Youcef Reguigui |           |
| 21 mars   | 2e étape du Tour de la Pharmacie Centrale                 | Tunisie   | 2.2       | Gaëtan Bille    |           |
| 21 mars   | Classement général, Tour de la Pharmacie Centrale         | Tunisie   | 2.2       | Gaëtan Bille    |           |